# Olga Boone
Olga Boone, née le 27 février 1903 à Gand et morte le 31 juillet 1992 à Saint-Josse-ten-Noode, est une ethnologue belge.

## Biographie
Olga Boone naît à Gand le 27 février 1903. Elle est la fille de l’ingénieur militaire Armand Boone (1875-?) et de Marie De Schrijver (1874-?). Elle étudie la géographie à l’Université de Liège ; elle suit notamment les cours de Joseph Halkin. En 1932, elle obtient un doctorat en géographie dans cette université, avec une thèse portant sur les instruments à percussion des populations congolaises.
En 1930, elle est engagée comme scientifique au Musée du Congo belge, ancêtre de l'AfricaMuseum ; elle est la première femme à occuper ce genre de poste dans cette institution. En 1949, elle est nommée conservatrice du musée de Tervuren. Elle dirige la section d’anthropologie et d’ethnographie. Elle prend sa retraite en 1968. Jusqu'à cette date, elle assume la direction de la Bibliographie ethnographique du Congo belge et des régions avoisinantes.
Boone meurt le 31 juillet 1992 à Saint-Josse-ten-Noode.

## Thèmes de recherche
Boone étudie les instruments de musique à percussion d'abord dans les collections du Musée du Congo belge, et de juillet 1948 à septembre 1949 lors d'un voyage de recherche au Congo et au Ruanda-Urundi,.
En 1951, elle filme et photographie les danses traditionnelles bobongo, dans la région du Lac Mai-Ndombe.
Elle est également l'auteure d'une des premières cartes ethnographiques du Congo.

## Œuvre
- Olga Boone et Joseph Maes, Les peuplades du Congo Belge, 1935
- Olga Boone, Les xylophones du Congo belge, 1936
- Olga Boone, Les tambours du Congo belge, 1951
- Olga Boone, Carte ethnique du Congo. Quart Sud-Est, 1961
- Olga Boone, Carte ethnique de la république du Zaïre. Quart Sud-Ouest, 1973

## Décorations[1]
- 1949 : chevalier de l'ordre de la couronne
- 1956 : officier de l'ordre de Léopold
- 1965 : commandeur de l'ordre de Léopold